# Посредник (издательство)
«Посредник» — книжное издательство просветительского характера.

## История
Возникло в Санкт-Петербурге в 1884 году по инициативе Льва Толстого. Главными вдохновителями создания издательства были В. Г. Чертков, П. И. Бирюков и И. И. Горбунов-Посадов. Активную деятельность вела Анна Дитерихс (Черткова).
Основной принцип издательства состоял в издании художественной и нравоучительной литературы, доступной для народа по цене.
Первоначально В. Г. Чертков предполагал реализовать мысль Л. Н. Толстого о выпуске журнала «для того полуграмотного народа, которому теперь нечего читать, кроме скверных лубочных изданий». Основное его содержание должны были составлять небольшие нравоучительные рассказы Толстого. Этот проект был готов поддержать известный меценат К. М. Сибиряков. Однако после его критики И. Н. Крамским было решено начать с выпуска дешёвых (по ценам лубочных изданий) воспроизведений с лучших картин русских и иностранных художников с соответствующими подписями. Для этого был выбран хорошо знакомый в деле распространения народных изданий И. Д. Сытин, который предложил большой объяснительный текст выпускать отдельным изданием.
В апреле 1885 года появились первые книжки «Посредника», тогда же в Петербурге был открыт склад и контора издательства на имя П. И. Бирюкова. Большая часть изданий всё-таки распространялась через «Товарищество И. Д. Сытин и К». А затраты на оплату рукописей, расходы по редакции и торговые издержки шли из средств Черткова и Сибирякова. Книжки по сравнению с лубочными изданиями печатались на лучшей бумаге и с хорошими иллюстрациями: двумя рисунками в красках на первой и последней страницах; первоначально каждая книжка имела порядковый номер.
Осенью того же года выяснилось, что офени неохотно брали издания «Посредника», поскольку они стоили немного дороже лубочных изданий.
За первые два года издательству удалось выпустить только 37 названий книг и начать выпуск репродукций картин. Кроме духовно-нравственной литературы, издательство печатало популярную литературу по сельскому хозяйству, медицине, книжки по борьбе с пьянством; беллетристика составила более трёх четвертей общего объёма, а репродукции успехом совсем не пользовались. Книги издательства пользовались успехом в основном в среде «сельской интеллигенции» (писарей, священников и др.); простой народ спрашивал «всё пострашнее да почуднее. А тут всё жалостливые да милостливые».
Многие книги издательства имели религиозную окраску. Но как верно почувствовал обер-прокурор святейшего Синода К. П. Победоносцев, это была скорее религия отрицания, чем религия утверждения, а та мораль, которая утверждалась в них, не имела ничего общего с официальной религиозной моралью. Именно поэтому светская цензура очень скоро объединилась с духовной, роль которой была решающей.
С 1892 года издательство переехало в Москву (ул. Арбат, 36). В это время началась реализация идеи воспроизведения картин русских художников — в первую серию входило 13 картин художников-передвижников: «Чтение Положения 19 февраля» Г. Г. Мясоедова, «Раздел» В. М. Максимова, «Приезд гувернантки» В. Г. Перова, «Неравный брак» В. В. Пукирева, «Вернулся» и «Проводы новобранца» И. Е. Репина, «На войну» К. А. Савицкого, «Письмо на Родину» и «Больная сестра милосердия» М. П. Клодта, «Оправданная» В. Е. Маковского, «Осуждённый» и «Всюду жизнь» Н. А. Ярошенко, «Новое знакомство» К. В. Лемоха.

## Издания
Среди авторов издательства были Л. Н. Толстой, В. М. Гаршин, В. Г. Короленко, М. Горький, П. А. Кропоткин и др. Также переводились на русский язык и издавались книги иностранных писателей Генри Торо, Ральфа Эмерсона, Вильяма Чаннинга, Эрнеста Кросби, Филдинга.
Издавались альбомы по изобразительному искусству, в частности альбомы Н. Н. Ге.
Издавалась большими тиражами литература по сельскому хозяйству, домоводству и ремеслам. Издавались книги в сериях: «Деревенская жизнь и крестьянское хозяйство», «Библиотека для детей и юношества», «Всемирное братство» и др. Выпускались поваренные книги для вегетарианцев и книги по естествознанию.
Издательство выпускало журналы «Маяк», «Свободное воспитание».
После 1917 года в основном издавались детские книги. Издательство существовало до 1935 года.
Типография «И. Д. Сытин и К»:
- Русские картины (реклама), 1893

Издательство «Рассвет»:
- Конец дневника: Рассказ С. Фонвизина. — М.: Посредник, 1893. — 73 с. — (Для интеллигентных читателей; 25).

Типография Вильде:
- Белый старичок: Из нар. рассказов / [Соч.] Н. Златовратского. — М.: Посредник, 1906. — 32 с. (№ 563)
- Краткая азбука / Л. Н. Толстой. — М.: Посредник, 1911. — 79 с. (№ 963)
- Зеленая палочка / Л. Н. Толстой. — М.: Посредник, 1912. — 32 с. (№ 915)

Типография торгового дома «А. Печковский, П. Буланже и К»:
- О земле и труде / Л. Н. Толстой. — М.: Посредник, 1906. — 82 с. (№ 25)
- Со взломом: Рассказ / М. Конопницкая; Пер. М. Троповской. — М.: Посредник, 1906. — 32 с. (№ 613)

Типолитография товарищества «И. Н. Кушнерев и К»:
- Первый винокур, или Как чертенок краюшку заслужил : Комедия Льва Толстого. — М.: Посредник, 1906. — 32 с. (№ 25)
- Христианское учение / Л. Н. Толстой. — 2-е изд. — М.: Посредник, 1908. — 104 с.
- Убийца : Рассказ / М. Конопницкая; Пер. М. Троповской. — М.: Посредник, 1910. — 31 с. (№ 775)

Типография П. П. Рябушинского:
- Путь жизни / Л. Н. Толстой. — М.: Посредник, 1911. — 503 с. (№ 991)
- Рассказы об огне и свете / Проф. Ю. Вагнер. — 4-е изд. — М.: Посредник, 1912. — 54 с. (№ 412)
- Посмертные записки старца Федора Кузьмича… / Л. Н. Толстой. — М.: Посредник, 1912. — 32 с. (№ 1080)
- Записки матери / Л. Н. Толстой. — М.: Посредник, 1912. — 16 с. (№ 1084)
- После бала / Л. Н. Толстой. — М.: Посредник, 1912. — 15 с. (№ 1086)
- Фальшивый купон. / Л. Н. Толстой. — М.: Посредник, 1912. — 64 с. (№ 1087)
- Отец Сергий / Л. Н. Толстой. — М.: Посредник, 1912. — 63 с. (№ 1091)

Типография 1-й московской трудовой артели:
- Конец века: О предстоящем перевороте / Л. Н. Толстой. — М.: Посредник, 1917. — 61 с. (№ 1179)